# Gonomyia calyce
Gonomyia calyce är en tvåvingeart som beskrevs av Alexander 1956. Gonomyia calyce ingår i släktet Gonomyia och familjen småharkrankar.
Artens utbredningsområde är Uganda. Inga underarter finns listade i Catalogue of Life.